# Pieszczaniki (Białoruś)
Pieszczaniki (biał. Пясчанікі; ros. Песчаники) – wieś na Białorusi, w obwodzie brzeskim, w rejonie łuninieckim, w sielsowiecie Sinkiewicze, przy linii kolejowej Kalinkowicze – Łuniniec.

## Warunki naturalne
Wieś położona jest w pobliżu Słuczy, przy Rezerwacie Krajobrazowym Środkowa Prypeć.

## Historia
W dwudziestoleciu międzywojennym leżały w Polsce, w województwie poleskim, w powiecie łuninieckim, w gminie Lenin (Sosnkowicze), przy granicy ze Związkiem Sowieckim. W pobliżu wsi granicę przecinała linia kolejowa. Do 1939 ulokowana była tu kompania graniczna KOP „Pieszczaniki”. Znajdowały się tu wówczas strażnica KOP „Pieszczaniki” (do 1934) i strażnica KOP „Most Kolejowy” (do czasu ataku Sowietów). 
Po II wojnie światowej w granicach Związku Sowieckiego. Od 1991 w niepodległej Białorusi.